# Parrocchie della diocesi di Civita Castellana

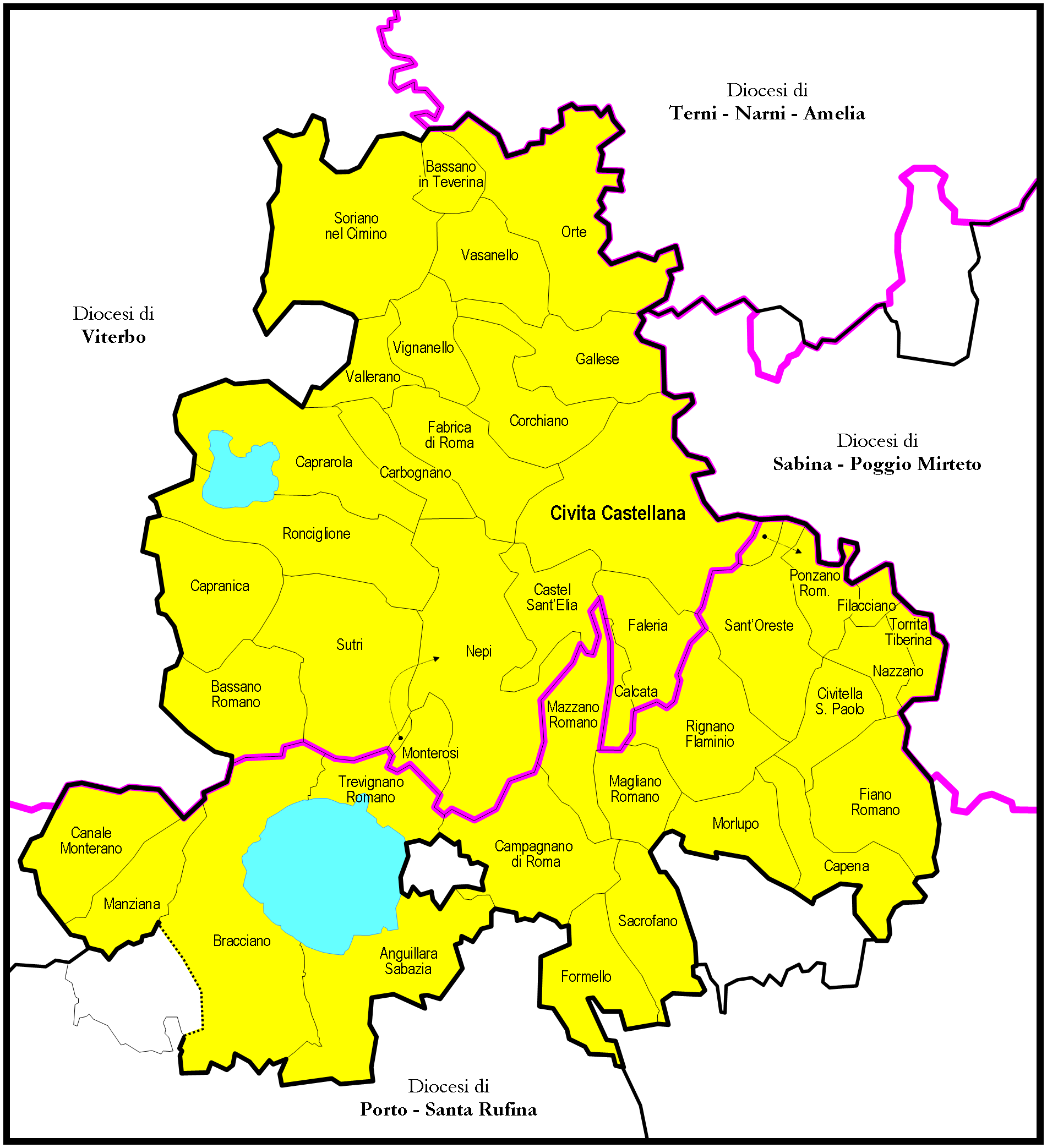
Il territorio della diocesi

La diocesi di Civita Castellana è suddivisa in 76 parrocchie.

## Vicarie
La diocesi è organizzata in 6 vicariati.

### Vicaria Faleritana
| Parrocchia                                    | Patrono                                         | Comune            | Frazione/Quartiere |
| --------------------------------------------- | ----------------------------------------------- | ----------------- | ------------------ |
| Civita Castellana - cattedrale                | Santa Maria Maggiore                            | Civita Castellana | centro             |
| Civita Castellana - Cuore Immacolato di Maria | Cuore Immacolato di Maria e San Lorenzo Martire | Civita Castellana | centro             |
| Civita Castellana - San Giovanni Decollato    | San Giovanni Decollato                          | Civita Castellana | centro             |
| Civita Castellana - San Giuseppe Operaio      | San Giuseppe Operaio                            | Civita Castellana | centro             |
| Civita Castellana - San Gregorio              | San Gregorio Magno                              | Civita Castellana | centro             |
| Borghetto                                     | San Leonardo Abate                              | Civita Castellana | Borghetto          |
| Castel Sant'Elia                              | Sant'Antonio Abate                              | Castel Sant'Elia  | centro             |
| Corchiano                                     | Beata Vergine Maria del Rosario                 | Corchiano         | centro             |
| Fabrica di Roma                               | San Giovanni Battista in Laterano               | Fabrica di Roma   | centro             |
| Faleri                                        | Santi Gratiliano e Felicissima                  | Fabrica di Roma   | Faleri             |
| Nepi - concattedrale                          | Santa Maria Assunta                             | Nepi              | centro             |
| Nepi - Beata Vergine Maria del Rosario        | Beata Vergine Maria del Rosario                 | Nepi              | centro             |
| Nepi - San Pietro Apostolo                    | San Pietro Apostolo                             | Nepi              | centro             |
| Nepi - Santa Croce e San Biagio               | Santa Croce e San Biagio                        | Nepi              | centro             |
| Pian Paradiso                                 | Sant'Anna                                       | Civita Castellana | Pian Paradiso      |
| Sassacci                                      | San Luigi Gonzaga                               | Civita Castellana | Sassacci           |

### Vicaria Cassia
| Parrocchia                                  | Patrono                                       | Comune         | Frazione/Quartiere |
| ------------------------------------------- | --------------------------------------------- | -------------- | ------------------ |
| Sutri - concattedrale                       | Santa Maria Assunta                           | Sutri          | centro             |
| Bassano Romano                              | Santa Maria Assunta                           | Bassano Romano | centro             |
| Capranica - duomo                           | San Giovanni Evangelista                      | Capranica      | centro             |
| Capranica - Santa Maria                     | Santa Maria Assunta                           | Capranica      | centro             |
| Caprarola                                   | San Michele Arcangelo                         | Caprarola      | centro             |
| Carbognano                                  | San Pietro Apostolo                           | Carbognano     | centro             |
| Monterosi                                   | Santa Croce                                   | Monterosi      | centro             |
| Punta del Lago                              | Santa Maria Incoronata e santa Lucia          | Ronciglione    | Punta del Lago     |
| Ronciglione - duomo                         | Santi Pietro Apostolo e Caterina              | Ronciglione    | centro             |
| Ronciglione - SS. Maria della Pace e Andrea | Santa Maria della Pace e sant'Andrea Apostolo | Ronciglione    | centro             |
| Sutri - San Silvestro                       | San Silvestro Papa                            | Sutri          | centro             |

### Vicaria Flaminia
| Parrocchia         | Patrono                          | Comune             | Frazione/Quartiere |
| ------------------ | -------------------------------- | ------------------ | ------------------ |
| Campagnano di Roma | San Giovanni Battista            | Campagnano di Roma | centro             |
| Borgo Pineto       | Santa Maria Assunta              | Sacrofano          | Borgo Pineto       |
| Calcata            | Santissimo Nome di Gesù          | Calcata            | centro             |
| Faleria            | San Giuliano Martire             | Faleria            | centro             |
| Formello           | San Lorenzo Martire              | Formello           | centro             |
| Magliano Romano    | San Giovanni Battista            | Magliano Romano    | centro             |
| Mazzano Romano     | San Nicola di Bari               | Mazzano Romano     | centro             |
| Morlupo            | San Giovanni Battista            | Morlupo            | centro             |
| Morlupo Scalo      | San Gaetano Thiene               | Morlupo            | Morlupo Scalo      |
| Sacrofano          | Santi Giovanni Battista e Biagio | Sacrofano          | centro             |

### Vicaria del Lago
| Parrocchia                       | Patrono                        | Comune             | Frazione/Quartiere |
| -------------------------------- | ------------------------------ | ------------------ | ------------------ |
| Bracciano - duomo                | Santo Stefano Protomartire     | Bracciano          | centro             |
| Anguillara Sabazia               | Santa Maria Assunta            | Anguillara Sabazia | centro             |
| Anguillara Scalo                 | Regina Pacis                   | Anguillara Sabazia | Anguillara Scalo   |
| Bracciano - Santissimo Salvatore | Santissimo Salvatore           | Bracciano          | centro             |
| Canale Monterano                 | Santa Maria Assunta            | Canale Monterano   | centro             |
| Manziana                         | Santa Maria Assunta            | Manziana           | centro             |
| Montevirginio                    | Sant'Egidio Abate              | Canale Monterano   | Montevirginio      |
| Pisciarelli                      | San Lorenzo Martire            | Bracciano          | Pisciarelli        |
| Quadroni                         | Santa Maria del Carmine        | Manziana           | Quadroni           |
| Trevignano Romano                | Santa Maria Assunta            | Trevignano Romano  | centro             |
| Vigna di Valle                   | Santa Maria Madre della Chiesa | Bracciano          | Vigna di Valle     |

### Vicaria del Soratte
| Parrocchia          | Patrono                          | Comune              | Frazione/Quartiere |
| ------------------- | -------------------------------- | ------------------- | ------------------ |
| Fiano Romano        | Santo Stefano Protomartire       | Fiano Romano        | centro             |
| Capena              | San Michele Arcangelo            | Capena              | centro             |
| Civitella San Paolo | San Giacomo il Maggiore Apostolo | Civitella San Paolo | centro             |
| Filacciano          | Santa Maria Assunta              | Filacciano          | centro             |
| Nazzano             | Santa Maria Consolatrice         | Nazzano             | centro             |
| Ponzano Romano      | San Nicola di Bari               | Ponzano Romano      | centro             |
| Rignano Flaminio    | Santi Vincenzo e Anastasio       | Rignano Flaminio    | centro             |
| Sant'Oreste         | San Lorenzo Diacono e Martire    | Sant'Oreste         | centro             |
| Torrita Tiberina    | San Tommaso Apostolo             | Torrita Tiberina    | centro             |

### Vicaria Teverina
| Parrocchia                       | Patrono                         | Comune              | Frazione/Quartiere |
| -------------------------------- | ------------------------------- | ------------------- | ------------------ |
| Orte - concattedrale             | Santa Maria Assunta             | Orte                | centro             |
| Gallese                          | Santa Maria Assunta             | Gallese             | centro             |
| Bassano in Teverina              | Immacolata Concezione di Maria  | Bassano in Teverina | centro             |
| Caldare                          | Santa Maria della Strada        | Orte                | Caldare            |
| Chia                             | Beata Vergine Maria del Rosario | Soriano nel Cimino  | Chia               |
| Gallese Scalo                    | San Sebastiano                  | Gallese             | Gallese Scalo      |
| Orte - San Michele Arcangelo     | San Michele Arcangelo           | Orte                | centro             |
| Orte - Sant'Agostino             | Sant'Agostino                   | Orte                | centro             |
| Orte Scalo                       | Sant'Antonio                    | Orte                | Orte Scalo         |
| Sant'Eutizio                     | San Paolo della Croce           | Soriano nel Cimino  | Sant'Eutizio       |
| Soriano nel Cimino - duomo       | San Nicola di Bari              | Soriano nel Cimino  | centro             |
| Soriano nel Cimino - San Pietro  | San Pietro Apostolo             | Soriano nel Cimino  | centro             |
| Soriano nel Cimino - Santa Maria | Beata Vergine Maria             | Soriano nel Cimino  | centro             |
| Talano                           | Santa Giacinta Marescotti       | Vignanello          | Talano             |
| Vallerano                        | Sant'Andrea Apostolo            | Vallerano           | centro             |
| Vasanello                        | Santa Maria Assunta             | Vasanello           | centro             |
| Vignanello - duomo               | Santa Maria della Presentazione | Vignanello          | centro             |
| Vignanello - San Sebastiano      | San Sebastiano                  | Vignanello          | centro             |